# سلالات حاكمة في التاريخ الصيني
لطالما كانت الصين مُقسمة إلى دويلاتٍ سلاليّةٍ حاكمة مُختلفة، تحت حُكمِ مَلَكيّةٍ وراثيةٍ على مدار معظم تاريخها. بدءًا من تأسيس يو العظيم للحُكم السلالي نحو عام 2070 قبل الميلاد، وانتهاءً بتنازل الإمبراطور بوئي عن العرش في عام 1912 ميلادي. ثم بدأ التأريخ الصيني يُنظّم ذاته حول تعاقب السلالات الملكية. بالإضافة إلى السلالات التي أقامتها جماعة هان الإثنية المهيمنة أو أسلافها الروحيين من هواشيا، أسست شعوبٌ أخرى، غير جماعة هان، سلالات عديدة عبر التاريخ الصيني.
يُعدّ تقسيم التاريخ الصيني إلى عهودٍ من السلالات، طريقةً مناسبةً وتقليديةً للتحقيب. وبناءً على ذلك، يُمكن استخدام مصطلح «سلالة» لتحديد الحقبة التي حكمت فيها عائلةٌ ما، وكذلك لوصف الأحداث والاتجاهات والشخصيات والتراكيب والتحف الفنية لتلك الحقبة. على سبيل المثال، يُمكن الإشارة إلى الخزف المصنوع خلال عهد سلالة مينغ باسم «خزف مينغ».
تعود أطول فترة حكم لسلالةٍ أرثوذكسية في الصين إلى سلالة تشو، إذ حكمت لمدة إجمالية بلغت نحو 790 عامًا، على الرغم من أنها كانت مقسمة إلى تشو الغربية وتشو الشرقية في التأريخ الصيني. أما أكبر سلالة صينية أرثوذكسية من ناحية الحجم الإقليمي فهي إما سلالة يوان أو سلالة تشينغ، اعتمادًا على المصدر التاريخي.
استخدمت السلالات الصينية مصطلح «تيانتشاو» («السلالة السماوية» أو «السلالة الإلهية») على نحوٍ متكرر كإشارةٍ ذاتيةٍ. وأشارت الولايات الصينية الخاضعة إلى هذه السلالات باسم «تيانتشاو شانغغو» («السلالة السماوية للدولةِ السامية») أو «تيانتشاو داغو» («السلالة السماوية للدولة العظيمة») لإظهار شكلٍ من أشكال الاحترام والتبعية.

## خلفية تاريخية

### بداية الحكم الأُسريّ
يُنظر إلى يو العظيم تقليديًا على أنه مؤسس الحُكم الأُسريّ في الصين، بصفتهِ مؤسس أول سلالة أرثوذكسية فيها، وهي سلالة شيا الحاكمة. امتلكَ الحكّام السياديون في النظام الأُسريّ الصيني سلطة مطلقة نظريًا ومِلكيّة خاصة للمملكة، على الرغم من اعتماد سلطتهم الفعلية في الممارسة العملية على عوامل عدة. كان العرش الصيني يُورَّث حصريًا من الأعضاء الذكور من الناحية التقليدية، ولكن كانت ثمة حالات عديدة بات فيها أقارب الزوج يمتلكون سلطةَ أمرٍ واقعٍ على حساب الملوك. كان هذا المفهوم، المعروف باسم تيان خا («كلُّ ما تحت السماء يعود إلى العائلة الحاكمة»)، على النقيض من المفهوم الذي كان سائدًا ما قبل سلالة شيا الحاكمة، ملوكٌ ثلاثة وأباطرةٌ خمسة عن غونغ تيانكسيا («كلُّ ما تحت السماء يعود إلى الشعب») حيث كانت خلافة القيادة غير وراثية وعلى أساس نظامِ التنازل.
قد تكون ثمة أيضًا فترة سابقة لفترة الأُسر الحاكمة تلك، لم يتمكن النظام فيها من الإطاحة بالسلالة القائمة ما أدى إلى التأسيس الرسمي للسلالة الجديدة. على سبيل المثال، يُشار إلى دولة تشو التي كانت موجودة خلال حكم سلالة شانغ، قبل غزوها لشانغ الذي نتج عنه تأسيس سلالة تشو، باسم تشو ما قبل الأُسر أو بروتو-تشو. وبالمثل، يُشار أيضًا إلى دولة تشين التي كانت موجودة خلال حكم سلالة تشو قبل حروب تشين للتوحيد وتأسيس سلالة تشين في عام 221 قبل الميلاد باسم تشين ما قبل الأسر أو بروتو-تشين.

### الانتقال الأُسريّ
يُعد ارتقاء السلالات وأُفولها سمةً بارزةً في التاريخ الصيني. وقد حاول بعض الباحثين تفسير هذه الظاهرة بإرجاع نجاح السلالات وفشلها إلى أخلاقيات الحكام، بينما ركّز آخرون على الجوانب الملموسة للحكم الملكي. وقد عُرف هذا المنهج في التفسير باسم الدورة السلالية.
حدثت حالات انتقال سلالات في تاريخ الصين على نحوٍ رئيس من خلال طريقتين: الأولى هي الغزو العسكري والثانية هي اغتصاب السلطة. وقد تحققت إزاحة سلالة جين الحاكمة لسلالة لياو بعد سلسلةٍ من الحملات العسكرية الناجحة، كما حدث مع توحيد الصين لاحقًا في عهد سلالة يوان؛ من ناحيةٍ أخرى، كان الانتقال من هان الشرقية إلى سلالة تساو واي، وكذلك من سلالة تشي الجنوبية إلى سلالة ليانغ، عبر حالاتِ اغتصابٍ للسلطة. وكثيرًا ما سعى المغتصبون إلى تصوير أسلافهم على أنهم تخلوا عن العرش طواعيةً - على غرار نظام التنازل عن العرش - كمحاولةٍ لإضفاء الشرعية على حكمهم.
قد يستنتج المرء على نحوٍ غير صحيح من خلال استعراض التسلسل الزمني التاريخي للصين، أن الانتقالات بين السلالات حدثت على نحوٍ مفاجئ وتقريبي. لكنّ الأمر في الواقع أنه غالبًا ما تأسست سلالات جديدة قبل الإطاحة الكاملة بالنظام القائم. على سبيل المثال، غالبًا ما يُستشهد بعام 1644 م على أنه العام الذي خلفت فيه سلالة تشينغ سلالة مينغ في انتداب ولايةِ السماء. بيد أن الإمبراطور هونغ تاي تشي من تشينغ أعلنَ عن سلالة تشينغ رسميًا في عام 1636 م من خلال إعادة تسمية سلالة جين المتأخرة التي تأسست في عام 1616م، بينما حكمت عائلة مينغ الإمبراطورية مينغ الجنوبية حتى عام 1662 م. استمرت مملكة تونغنينغ الموالية لمينغ ومقرها تايوان في معارضة تشينغ حتى عام 1683 م. وفي هذه الأثناء، خاضت فصائل أخرى أيضًا معارك للسيطرة على الصين خلال فترة الانتقال من حكم مينغ إلى حكم تشينغ، وأبرزها سلالتي شون وشي اللتين أعلنهما لي زيتشنغ وتشانغ شيان تشونغ على التوالي. كان هذا التغيير في الأُسر الحاكمة شأنًا معقدًا ومطولًا، واستغرقت أسرة تشينغ ما يقرب عقدين من الزمن لتوسيع حكمها على كامل الصين.
وبالمثل، خلال فترة انتقال الحكم من سوي إلى حكم تانغ السابقة، تنافست عديدٌ من الأنظمة التي أسستها القوى المتمردة على السيطرة والشرعيّة مع ضعفِ سلطة سلالة سوي الحاكمة. واشتملت الأنظمة المستقلة التي سادت خلال هذه الفترة من الاضطرابات، على سبيل المثال لا الحصر، وي (من قِبَل لي مي)، وتشين (من قِبَل شيويه جو)، وتشي (من قِبَل غاو تانتشنغ)، وشو (من قِبَل يوين هواجي)، وليانغ (من قِبَل شين فاكسينغ)، وليانغ (من قِبَل ليانغ شيدو)، وشيا (من قِبَل دو جياندي)، وتشنغ (من قِبَل وانغ شي تشونغ)، وتشو (من قِبَل تشو كان)، وتشو (من قِبَل لين شي هونغ)، ووو (من قِبَل لي تسيتونغ)، ويان (من قِبَل غاو كايداو)، وسونغ (من قِبَل فو غونغشي). أطلقت أسرة تانغ التي حلت محل أسرة سوي حملة عسكرية استمرت عقدًا من الزمن لإعادة توحيد الصين.
كان يُطرد في كثيرٍ من الأحيان، مَن تبقّى من أحفاد السلالات السابقة أو كانوا يُمنحون ألقابًا نبيلة وفقًا لنظام تتويج معين. وقد مثّل هذا النظام وسيلةً للسلالة الحاكمة للمطالبة بالخلافة الشرعية من سلالات سابقة. على سبيل المثال، مُنح الإمبراطور شياو جينغ من وي الشرقية لقب «أمير تشونغشان» من الإمبراطور وينشوان من تشي الشمالية بعد خلع الأخير له. وبالمثل، مُنح تشاي يونغ، ابن أخ الإمبراطور شيزونغ من تشو المتأخرة، لقب «دوق تشونغي» من الإمبراطور رينزونغ من سونغ؛ وورث أحفادٌ آخرون من أسرة تشو المتأخرة الحاكمة هذا اللقب النبيل بعد ذلك.

وفقًا للتقاليد التاريخية الصينية، كانت كل سلالة جديدة تكتبُ تاريخ السلالة السابقة، وتُوّج ذلك ضمن مجموعةٍ تحمل عنوان «أربعة وعشرون تاريخًا». استمر هذا التقليد حتى بعد أن أطاحت ثورة شينهاي بسلالة تشينغ لصالح جمهورية الصين. إلا أن محاولة الجمهوريين كتابة تاريخ سلالة تشينغ باءت بالفشل بسبب الحرب الأهلية الصينية التي أدت إلى انقسام الصين سياسيًا إلى جمهورية الصين الشعبية في بر الصين الرئيس وجمهورية الصين في تايوان.

الأراضي التي احتلتها السلالات الحاكمة المختلفة، فضلًا عن الدول السياسية الحديثة على امتداد تاريخ الصين

## السلالات الحاكمة
| السلالة                         | السلالة                                      | السلالة               | السلالة                                    | الحكام                | البيت الحاكم أو العشيرة              | من                                 | إلى                   | المدة الزمنية         |
| الاسم                           | بالصينية (الصينية التقليدية /الصينية المُسّطة) | بينيين                | المعنى                                     | الحكام                | البيت الحاكم أو العشيرة              | من                                 | إلى                   | المدة الزمنية         |
| السلالات الكونفدرالية           | السلالات الكونفدرالية                        | السلالات الكونفدرالية | السلالات الكونفدرالية                      | السلالات الكونفدرالية | السلالات الكونفدرالية                | السلالات الكونفدرالية              | السلالات الكونفدرالية | السلالات الكونفدرالية |
| ------------------------------- | -------------------------------------------- | --------------------- | ------------------------------------------ | --------------------- | ------------------------------------ | ---------------------------------- | --------------------- | --------------------- |
| سلالة شيا                       | 夏                                           | Xià                   | اسم لقبيلة                                 | (قائمة)               | Sì (姒)                              | 2070 قبل الميلاد                   | 1600 قبل الميلاد      | 470 سنة               |
| سلالة شانغ                      | 商                                           | Shāng                 | اسم لموقع جغرافي                           | (قائمة)               | Zǐ (子)                              | 1600 قبل الميلاد                   | 1046 قبل الميلاد      | 554 سنة               |
| سلالة تشو الغربية               | 西周                                         | Xī Zhōu               | اسم لموقع جغرافي                           | (قائمة)               | Jī (姬)                              | 1046 قبل الميلاد                   | 771 قبل الميلاد       | 275 سنة               |
| سلالة تشو الشرقية               | 東周 / 东周                                  | Dōng Zhōu             | اسم لموقع جغرافي                           | (قائمة)               | Jī (姬)                              | 770 قبل الميلاد                    | 256 قبل الميلاد       | 515 سنة               |
| حقبة الربيع والخريف             | 春秋                                         | Chūn Qiū              |                                            |                       |                                      | 770 قبل الميلاد                    | 476 قبل الميلاد       | 295 سنة               |
| حقبة الممالك المتحاربة          | 戰國 / 战国                                  | Zhàn Guó              |                                            |                       |                                      | 476 قبل الميلاد                    | 221 قبل الميلاد       | 255 سنة               |
| السلالات الإمبراطورية           |                                              |                       |                                            |                       |                                      |                                    |                       |                       |
| سلالة تشين                      | 秦                                           | Qín                   | اسم لموقع جغرافي                           | (قائمة)               | Yíng (嬴)                            | 221 قبل الميلاد                    | 207 قبل الميلاد       | 14 سنة                |
| سلالة هان الغربية               | 西漢 / 西汉                                  | Xī Hàn                | اسم لموقع جغرافي                           | (قائمة)               | Liú (劉)                             | 206 قبل الميلاد أو 202 قبل الميلاد | ميلادي 9              | 215 سنة               |
| سلالة شين                       | 新                                           | Xīn                   | "اسم جديد"                                 | (قائمة)               | Wáng (王)                            | ميلادي 9                           | ميلادي 23             | 14 سنة                |
| سلالة هان الشرقية               | 東漢 / 东汉                                  | Dōng Hàn              | اسم لموقع جغرافي                           | (قائمة)               | Liú (劉)                             | ميلادي 25                          | ميلادي 220            | 195 سنة               |
| الممالك الثلاث                  | 三國 / 三国                                  | Sān Guó               |                                            | (قائمة)               | Cáo (曹) Liú (劉 / 刘) Sūn (孫 / 孙) | ميلادي 220                         | ميلادي 280            | 60 سنة                |
| سلالة جين الغربية               | 西晉 / 西晋                                  | Xī Jìn                | اسم لموقع جغرافي                           | (قائمة)               | Sīmǎ (司馬)                          | ميلادي 265                         | ميلادي 317            | 52 سنة                |
| سلالة جين الشرقية               | 東晉 / 东晋                                  | Dōng Jìn              | اسم لموقع جغرافي                           | (قائمة)               | Sīmǎ (司馬)                          | ميلادي 317                         | ميلادي 420            | 103 سنوات             |
| السلالات الجنوبية والشمالية     | 南北朝                                       | Nán Běi Cháo          |                                            | (قائمة)               | متعدد                                | ميلادي 420                         | ميلادي 589            | 169 سنة               |
| سلالة سوي                       | 隋                                           | Suí                   | لقب دوقي (随 لفظ متجانس)                   | (قائمة)               | Yáng (楊)                            | ميلادي 581                         | ميلادي 618            | 38 سنة                |
| سلالة تانغ                      | 唐                                           | Táng                  | لقب دوقي                                   | (قائمة)               | Lǐ (李)                              | ميلادي 618                         | ميلادي 907            | 289 سنة               |
| حقبة الأسر الخمس والممالك العشر | 五代十國 / 五代十国                          | Wǔ Dài Shí Guó        |                                            | (قائمة)               | متعدد                                | ميلادي 907                         | ميلادي 960            | 53 سنة                |
| مملكة دالي                      | 大理國 / 大理国                              | Dà Lǐ Guó             | اسم لموقع جغرافي                           |                       | Duan (段)                            | ميلادي 937                         | ميلادي 1253           | 316 سنة               |
| سلالة سونغ الشمالية             | 北宋                                         | Běi Sòng              | اسم لموقع جغرافي                           | (قائمة)               | Zhào (趙)                            | ميلادي 960                         | ميلادي 1127           | 167 سنة               |
| اسرة سونغ الجنوبية              | 南宋                                         | Nán Sòng              | اسم لموقع جغرافي                           | (قائمة)               | Zhào (趙)                            | ميلادي 1127                        | ميلادي 1279           | 152 سنة               |
| سلالة لياو                      | 遼 / 辽                                      | Liáo                  | "شاسع" أو "حديد" (لفظ متجانس بلغة الشيتان) | (قائمة)               | Yelü (؛ 耶律)                        | ميلادي 907 أو 916                  | ميلادي 1125           | 209 سنوات             |
| سلالة جين                       | 金                                           | Jīn                   | "الذهب"                                    | (قائمة)               | Wanggiya (؛ 完顏)                    | ميلادي 1115                        | ميلادي 1234           | 119 سنة               |
| شيا الغربية                     | 西夏                                         | Xī Xià                | اسم لموقع جغرافي                           | (قائمة)               | Li (Tangut; 李)                      | ميلادي 1038                        | ميلادي 1227           | 189 سنة               |
| لياو الغربية                    | 西遼                                         | Xī Liáo               | "شاسع" أو "حديد" (لفظ متجانس بلغة الشيتان) | (قائمة)               | Yelü (؛ 耶律)                        | ميلادي 1124                        | ميلادي 1218           | 94 سنة                |
| سلالة يوان                      | 元                                           | Yuán                  | "العظمة" أو "الصدارة"                      | (قائمة)               | Borjigin (ᠪᠣᠷᠵᠢᠭᠢᠨ; 孛兒只斤)        | ميلادي 1271                        | ميلادي 1368           | 98 سنة                |
| سلالة مينغ                      | 明                                           | Míng                  | "مُشرق"                                     | (قائمة)               | Zhū (朱)                             | ميلادي 1368                        | ميلادي 1644           | 276 سنة               |
| سلالة تشينغ                     | 清                                           | Qīng                  | "نقي"                                      |                       | Aisin Gioro (ᠠᡳᠰᡳᠨ ᡤᡳᠣᡵᠣ; 愛新覺羅)  | ميلادي 1616 أو, 1636               | ميلادي 1912           | 268 سنة               |